# Sävsländor
Sävsländor (Sialidae) är en familj i insektsordningen vattennätvingar. Familjen innehåller omkring 60 kända arter, i den holarktiska regionen. I Sverige finns 5 arter.
Sävsländor har en längd på cirka 8-15 millimeter. Färgen på kroppen är vanligen mörkt brunaktig och vingarna är rökfärgade med mörka vingribbor. Framvingens längd är cirka 9-19 millimeter. Punktögon saknas och halsskölden är något bredare än den är lång. Antennerna är långa och trådliknande. I vila hålls vingarna taklikt ställda över kroppen. Hos larven finns sju par smala, fjäderliknande yttre gälar längs sidorna på bakkroppen.
Honorna lägger ofta stora mängder ägg, uppdelade i grupper, i sjöar eller andra mindre vattensamlingar och vattendrag. Larverna är rovdjur som livnär sig på andra, mindre vattenlevande djur. 
Utvecklingen till imago tar för de flesta arter mellan ett och två år. Larverna kan leva på ganska djupt vatten, upp till 18 meter. När larven är redo att förpuppa sig lämnar den vattnet och söker sig till fuktig jord. Som fullbildade insekter är sävsländornas liv kort och inriktat på fortplantning.

### Fotnoter
1. 1 2  Per Douwes, Ragnar Hall, Christer Hansson, Åke Sandhall. Insekter - en fälthandbok, Interpublishing AB, Stockholm, 1997.